# De Staalman
(De) Staalman is een artistiek kunstwerk in Amsterdam Nieuw-West.
Het beeld komt voort uit een samenwerking tussen Stadsdeel Slotervaart, woningbouwvereniging De Alliantie en Face your world (Stedelijk lab Slotervaart). Er werd door (jeugdige) buurtbewoners gewerkt aan een ontwerp en inrichting van het Staalmanpark in het kader van stadsvernieuwing in de Staalmanbuurt. Daaruit voortvloeiend kwam in samenwerking met kunstenaar Florentijn Hofman het beeld (De) Staalman, ook wel Beer de Staalman, voort.  
Het beeld, geplaatst in 2011, van Florentijn Hofman bestaat uit een reusachtige beer van spuitbeton om een stalen frame geplaatst op een betonnen plateau. Volgens Hofman, die zich liet inspireren voor een beeldje van een beer 'Made in China', is het beeld stoer, staande voor trots, zelfredzaamheid en samenhang in de buurt. De beer kreeg, als vaker in Hofmans werk, ook een zachte kant, een kussen, mee. Het kussen zou verwijzen naar dat het goed is voor jongeren om vroeg naar bed te gaan in plaats van op straat rond te hangen. Ook staat het voor dat bewoners door de stadsvernieuwing vaak hun hele huisraad samen moesten pakken om één of twee keer te verhuizen. Anderen vinden het lijken dat de beer naar bed gaat of er juist uit komt. Het kussen geeft het beeld het uiterlijk van een grote teddybeer.
In Rotterdam staat van dezelfde kunstenaar de Bospoldervos; een grote vos met boodschappentasje, in Arnhem lag het Feestaardvarken.
In 2013 mocht de kunstenaar zijn verhaal doen in Pauw & Witteman.